# Wolf at the Door
*Não confunda o single "Wolf at the Door" de Keane com a canção "A Wolf at the Door." de Radiohead, do álbum Hail to the Thief.
"Wolf at the Door" é uma canção escrita pela banda Keane em 2001. Este é seu segundo single desde "Call Me What You Like" que foi lançado em 2000. O álbum foi lançado apenas como um item promocional com apenas 50 cópias feitas, tornando-se o mais raro item de Keane na existência.
As gravações começaram em 28 de outubro de 2000 e terminaram em maio de 2001, mesmo que o registro foi originalmente planejado para ser lançado antes de 2001. O único CD foi lançado pela própria gravadora da banda, a Zoomorphic, em junho de 2001 e foi vendido em bares onde a banda costumava tocar. Todos os 50 exemplares foram feitos à mão e gravado em CD-Rs.
Devido à sua produção limitada, o single é um dos itens dos coletores mais desejados entre os fãs de Keane, e tem sido conhecido por ter sido vendido em torno de £1000 no eBay. A raridade do álbum é tanta, que, supostamente, nenhum membro da banda possuí uma cópia.
O single incluí uma re-gravação do seu single anterior "Call Me What You Like", bem como uma versão inicial de "She Has No Time", que mais tarde iria estar presente em Hopes and Fears, álbum de estreia da banda.
Pouco depois do disco ter sido lançado, o guitarrista Dominic Scott deixou a banda. Os primeiros singles e os não listados (que atualmente, fontes da internet alegam que as músicas foram escritas desde 1997 para cá) foram os únicos que tiveram a guitarra em suas canções, em exceção a um álbum b-side de 2007 na música "She Sells Sanctuary", um cover da banda The Cult.

## Lista de faixas

### CD Single
Número do catálogo: ZOO/2/01
1. "Wolf at the Door"
2. "Call Me What You Like"
3. "She Has No Time"

## B-sides

### Call Me What You Like
É uma re-gravação do primeiro single, que foi mais lenta e mais prolongada. A versão final foi lançada em 19 de fevereiro de 2001. A canção foi composta por volta de 1999 por Tom Chaplin.
- Duração: 3:32
- Tempo: 92bpm
- Chave: Cm
- Assinatura de tempo: 4/4
- Estilo: Alternativo

### She Has No Time
Uma versão guitarra acústica da canção, ao contrário da versão que aparece em Hopes and Fears. Foi composta por volta de janeiro de 2001. Esta versão é mais curta do que a versão que aparece no álbum e apresenta poucos efeitos de sintetizador.
- Duração: 5:00
- Tempo: 72bpm
- Chave: Dm
- Assinatura de tempo: 4/4
- Estilo: Alternativo, balada

## Cover e CD
A capa preta do single forma a palavra "keane" quando aberto e cada letra que formam a palavra forma as marcas "Wolf at the Door". A tampa interna inclui dados sobre a banda e seu empresário, Adam Tudhope, todos contidos dentro de uma caixa de CD comum. O design foi feito por Joe McAllister.